# گریسون ولی (آلاباما)
گریسون ولی (به انگلیسی: Grayson Valley) شهرکی در شهرستان جفرسون ایالت آلاباما است که مساحت آن ۵٫۱۷ کیلومترمربع است و در سرشماری سال ۲۰۱۰ میلادی، ۵٬۷۳۶ نفر جمعیت داشته و تراکم جمعیتی آن، ۱٬۱۰۹٫۴۸ در کیلومترمربع بوده است.